# 321131 Alishan
321131 Alishan è un asteroide della fascia principale. Scoperto nel 2008, presenta un'orbita caratterizzata da un semiasse maggiore pari a 2,5842001 au e da un'eccentricità di 0,2384333, inclinata di 4,45392° rispetto all'eclittica.